# Will S. Davis
Will S. Davis (1882 – 19 de noviembre de 1920) fue un director, guionista y actor cinematográfico de nacionalidad estadounidense, activo en la época del cine mudo. 
Fallecido a causa de una peritonitis, a lo largo de su carrera dirigió más de 40 filmes estrenados entre 1913 y 1920, además de participar en el guion de 13 entre 1914 y 1917.

## Selección de su filmografía como director
- Retaliation (1911)
- The Power of Devotion (1911)
- Woman (1911)
- The Star Reporter (1911)
- Man
- The Reckoning (1912)
- I'm No Counterfeiter
- Man and Woman
- The Worker
- Cards
- In the Stretch
- The Governor's Ghost
- The Criminal Path
- Through Dante's Flames
- Thou Shalt Not (1914)
- The War of Wars; Or, The Franco-German Invasion
- The Ordeal (1914)
- Springtime
- The Avalanche
- A Modern Magdalen
- The Curious Conduct of Judge Legarde (1915)
- Dr. Rameau
- The Family Stain (1915)
- Destruction (1915)
- Infidelity (1915)
- The Fool's Revenge
- Slander (1916)
- The Tortured Heart
- The Straight Way
- Jealousy (1916)
- The Victim (1916)
- The Cloud
- A Mother's Ordeal (1917)
- Alias Mrs. Jessop (1917)
- A Mother's Ideal
- Under Suspicion (1918)
- The Brass Check
- With Neatness and Dispatch
- No Man's Land
- In Judgment of...
- The Eternal Mother (1920)
- The Mystery Mind